# Derby, Connecticut
Derby je grad u američkoj saveznoj državi Connecticut. Prema popisu stanovništva iz 2010. u njemu je živjelo 12.902 stanovnika.